# Миовени
Миовени е град в окръг Арджеш, Румъния. Според данни от 2002 г. населението му е 35 849 души. Първото споменаване на града в писмен източник е от 1485 г. Известен е от 70-те години на ХХ век, заради завода на Дачия. В града има и институт за ядрени изследвания, чиято дейност е тясно свързана с АЕЦ Черна вода.

## Побратимени градове
- Петрич, България